# Barrosã

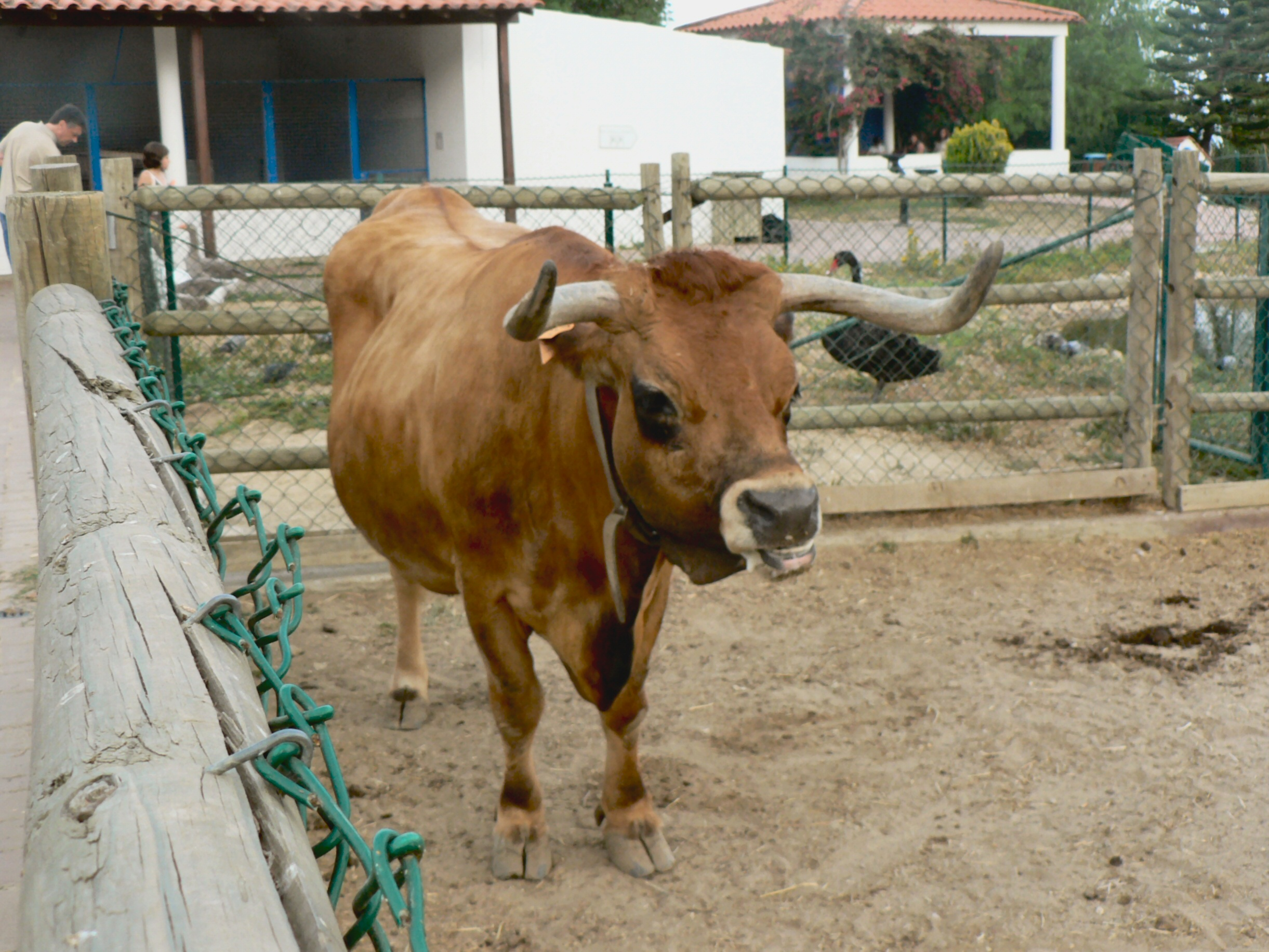
Barrosã-Kuh

Das Barrosã ist eine Rasse des Hausrinds und stammt aus dem nördlichen Portugal.

## Merkmale

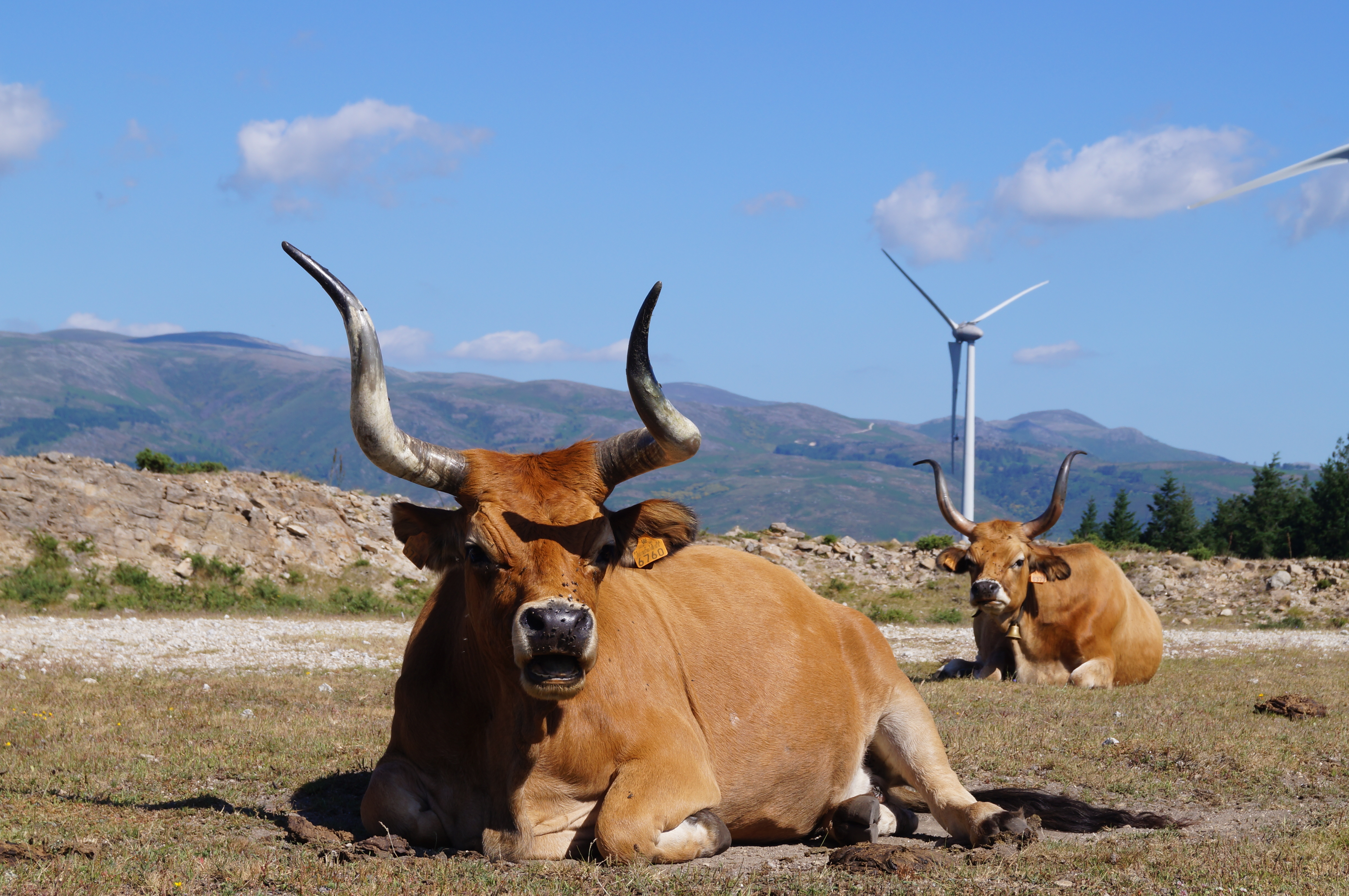
Wiederkäuende Barrosã-Rinder in Castro Laboreiro

Das Barrosã ist ein mittelgroßes Rind mit leierförmigen Hörner und einem ziemlich kurzen, leicht gewölbten Gesicht. Ihr Fell ist rötlich braun. Um ihre Augen besitzen sie eine brillenähnliche weiße Musterung und um ihr Maul ist ein weißer Ring. Ausgewachsene Kühe erreichen eine Widerristhöhe von 118 bis 123 Zentimetern, und ein Körpergewicht von 300 bis 400 Kilogramm. Bullen werden ähnlich groß oder etwas größer. Arbeitstiere erreichen ein Gewicht von 400 bis 500 Kilogramm. Nach anderen Angaben erreichen Bullen bis zu 800 Kilogramm. Das erste Abkalben erfolgt bereits nach 30 Monaten.

## Verbreitung
Das Barrosã kommt im nördlichen Portugal an der Grenze zu Galicien vor. Die Rasse ist gut an die bergige Landschaft angepasst. und wurde 1858 das erste Mal beschrieben. Es bezieht sich auf die Region Barroso, die hauptsächlich die Städte Montalegre und Boticas umfasst. Ein Herdbuch existiert seit 1985. Die Rasse gilt als nicht gefährdet. Trotzdem gab es in den neunziger Jahren einen starken Einbruch der Stückzahlen. Gab es 1986 noch 35.750 Rinder, so waren es 1994 nur noch 876 Stück. Die Bestände haben sich aber wieder deutlich erholt, 2017 gab es beinahe 16.000 Rinder.

## Bedeutung
Traditionell werden Barrosã-Rinder eingesetzt als Zugtiere. Sie sind auch geschätzt für ihre gute Fleischqualität, ihr schnelles Wachstum und frühes Erreichen der Geschlechtsreife.